# Montignoso
Montignoso – miejscowość i gmina we Włoszech, w regionie Toskania, w prowincji Massa-Carrara.
Według danych na rok 2004 gminę zamieszkiwało 10 028 osób, 626,8 os./km².